# Домашний чемпионат Великобритании 1896
Домашний чемпионат Великобритании 1896 — тринадцатый розыгрыш Домашнего чемпионата, футбольного турнира с участием сборных четырёх стран Великобритании (Англии, Шотландии, Уэльса и Ирландии) Победителем турнира в восьмой раз в своей истории стала сборная Шотландии, которая выиграла два матча и ещё один свела вничью.
Чемпионат начался матчем сборных Уэльса и Ирландии, в котором валлийцы победили с разгромным счётом 6:1. В следующем матче ирландцы вновь потерпели поражение, уступив сборной Англии со счётом 0:2. В третьем туре чемпионата валлийцы принимали на своём поле англичан. Англичане добились впечатляющей победы со счётом 9:1, а их нападающий Стив Блумер забил 5 голов и установил новый рекорд сборной, который не побит до сих пор. Вслед за этим свои матчи против Уэльса и Ирландии сыграла сборная Шотландии. Шотландцы легко разгромили валлийцев, однако выездная игра с ирландцами, напротив, получилась очень тяжёлой. Уже после первого тайма Ирландия вела со счётом 3:2. Лишь в самой концовке встречи шотландцы сумели сравнять счёт и вырвать ничью. Таким образом, чемпион должен был определиться в заключительном матче турнира между сборными Шотландии и Англии. Для завоевания титула шотландцам требовалась только победа, в то время как англичанам — лишь ничья. Матч, на котором был установлен новый мировой рекорд посещаемости, проходил весьма драматично и завершился со счётом 2:1 в пользу шотландцев, принеся им чемпионское звание.

## Таблица
| Поз | Команда       | И | В | Н | П | МЗ | МП | РМ | О |
| --- | ------------- | - | - | - | - | -- | -- | -- | - |
| 1   | Шотландия (Ч) | 3 | 2 | 1 | 0 | 9  | 4  | +5 | 5 |
| 2   | Англия        | 3 | 2 | 0 | 1 | 12 | 3  | +9 | 4 |
| 3   | Уэльс         | 3 | 1 | 0 | 2 | 7  | 14 | −7 | 2 |
| 4   | Ирландия      | 3 | 0 | 1 | 2 | 4  | 11 | −7 | 1 |

## Матчи
| 29 февраля 1896 | Уэльс                                                 | 6:1     | Ирландия   | Рексем                                                        |
| | Льюис 9′ 20′ · Мередит 23′ 84′ · Моррис 34′ · Пью 60′ | (отчёт) | Тернер 70′ | Стадион: «Рейскорс Граунд» Зрителей: 3000 Судья: Джеймс Купер |
| Уэльс: Сэмюэл Джонс, Чарли Парри, Джон Маттиас, Джозеф Роджерс, Прайс Уайт, Джек Джонс, Билли Мередит, Гарри Пью, Гренвилл Моррис, Джек Ри, Билли Льюис Ирландия: Том Скотт, Джек Понсонби, Сэм Торранс, Сэм Маккой, Боб Милн, Джек Кэмпбелл, Адам Тернер, Гидди Бэрд, Олферт Стэнфилд, Джеймс Маккэшин, Джек Пиден |                                                       |         |            |                                                               |

| 7 марта 1896 | Ирландия | 0:2     | Англия                | Белфаст                                                         |
| |          | (отчёт) | Смит 40′ · Блумер 75′ | Стадион: «Солитьюд» Зрителей: 12 000 Судья: Джеймс Г. Робертсон |
| Ирландия: Том Скотт, Джек Понсонби, Сэм Торранс, Джеймс Фицпатрик, Боб Милн, Хью Гордон, Гидди Бэрд, Джим Келли, Олферт Стэнфилд, Эдвард Тернер, Джек Пиден Англия: Джордж Рейкс, Вон Лодж, Уильям Оукли, Джимми Крэбтри, Том Крошо, Джордж Кинси, Билли Бассетт, Стив Блумер, Гилберт Смит, Эдгар Чедуик, Фред Спайксли |          |         |                       |                                                                 |

| 16 марта 1896 | Уэльс      | 1:9     | Англия                                                               | Кардифф                                                      |
| | Чепмен 65′ | (отчёт) | Смит 15′ 44′ · Блумер 25′ 40′ 60′ 83′ 89′ · Бассетт 33′ · Гудолл 80′ | Стадион: «Армс Парк» Зрителей: 10 000 Судья: Томас Робертсон |
| Уэльс: Сэмюэл Джонс, Смарт Арридж, Чарли Парри, Джозеф Роджерс, Том Чепмен, Джек Джонс, Билли Мередит, Джо Дейвис, Гренвилл Моррис, Хью Моррис, Билли Льюис Англия: Джордж Рейкс, Уильям Оукли, Джимми Крэбтри, Артур Хенфри, Том Крошо, Джордж Кинси, Билли Бассетт, Стив Блумер, Гилберт Смит, Джон Гудолл, Руперт Сэндилендс |            |         |                                                                      |                                                              |

| 21 марта 1896 | Шотландия                             | 4:0     | Уэльс | Данди                                                            |
| | Нил 19′ 71′ · Киллор 30′ · Пейтон 59′ | (отчёт) |       | Стадион: «Каролина Порт» Зрителей: 11 700 Судья: Джозеф Макбрайд |
| Шотландия: Роберт Макфарлан, Дункан Маклин, Роберт Глен, Джон Гиллеспи, Роберт Нил, Уильям Блэр, Уильям Томсон, Дэниел Пейтон, Роберт Макколл, Алекс Кинг, Алекс Киллор Уэльс: Джеймс Трейнер, Чарли Парри, Джон Маттиас, Джозеф Роджерс, Сизар Дженкинс, Джек Джонс, Гарри Пью, Джек Гарнер, Гренвилл Моррис, Джек Ри, Билли Льюис |                                       |         |       |                                                                  |

| 28 марта 1896 | Ирландия                         | 3:3     | Шотландия                  | Белфаст                                                |
| | Баррон 20′ 32′ · Милн 43′ (пен.) | (отчёт) | Макколл 7′ 25′ · Марри 85′ | Стадион: «Солитьюд» Зрителей: 8000 Судья: Джеймс Купер |
| Ирландия: Том Скотт, Джек Понсонби, Сэм Торранс, Хью Гордон, Боб Милн, Джеймс Фицпатрик, Гидди Бэрд, Денис Морро, Олферт Стэнфилд, Джеймс Баррон, Джек Пиден Шотландия: Кеннет Андерсон, Питер Мичан, Джок Драммонд, Нилли Гибсон, Джеймс Келли, Джордж Хогг, Патрик Марри, Джеймс Блессингтон, Роберт Макколл, Джон Кэмерон, Уильям Лэмби |                                  |         |                            |                                                        |

| 4 апреля 1896 | Шотландия            | 2:1     | Англия      | Глазго                                                            |
| | Лэмби 22′ · Белл 33′ | (отчёт) | Бассетт 80′ | Стадион: «Селтик Парк» Зрителей: 56 500 Судья: Хамфри Перси Джонс |
| Шотландия: Нед Дойг, Джок Драммонд, Томас Брэндон, Джордж Хогг, Джеймс Кауан, Нилли Гибсон, Алекс Кинг, Уильям Лэмби, Том Хислоп, Джеймс Блессингтон, Джек Белл Англия: Джордж Рейкс, Вон Лодж, Уильям Оукли, Джимми Крэбтри, Том Крошо, Артур Хенфри, Джон Гудолл, Билли Бассетт, Гилберт Смит, Гарри Вуд, Пинки Бернап |                      |         |             |                                                                   |

## Чемпион
| Чемпион Великобритании 1896 |
| Шотландия Восьмой титул     |

## Бомбардиры
| - 6 голов - Стив Блумер - 3 гола - Гилберт Смит - 2 гола - Билли Бассетт - Джеймс Баррон - Билли Льюис - Билли Мередит - Роберт Макколл - Роберт Нил | - 1 гол - Джон Гудолл - Боб Милн - Адам Тернер - Гренвилл Моррис - Гарри Пью - Том Чепмен - Джек Белл - Алекс Киллор - Уильям Лэмби - Патрик Марри - Дэниел Пейтон |